# 아르헨티나 U-23 축구 국가대표팀
아르헨티나 U-23 축구 국가대표팀 혹은 아르헨티나 U-23 대표팀은 올림픽과 팬아메리칸 게임 경기에서 아르헨티나를 대표로 출전하는 축구 팀이다. 선수단은 23세 이하 선수들로 한정되며, 예외적으로 올림픽에선 나이 제한을 초과한 선수 (와일드카드) 세 명까지 구성이 허용된다. 아르헨티나 U-23 팀은 아르헨티나 축구를 관장하는 아르헨티나 축구 협회의 관리를 받는다.

## 역사

### 첫 참가와 메달권

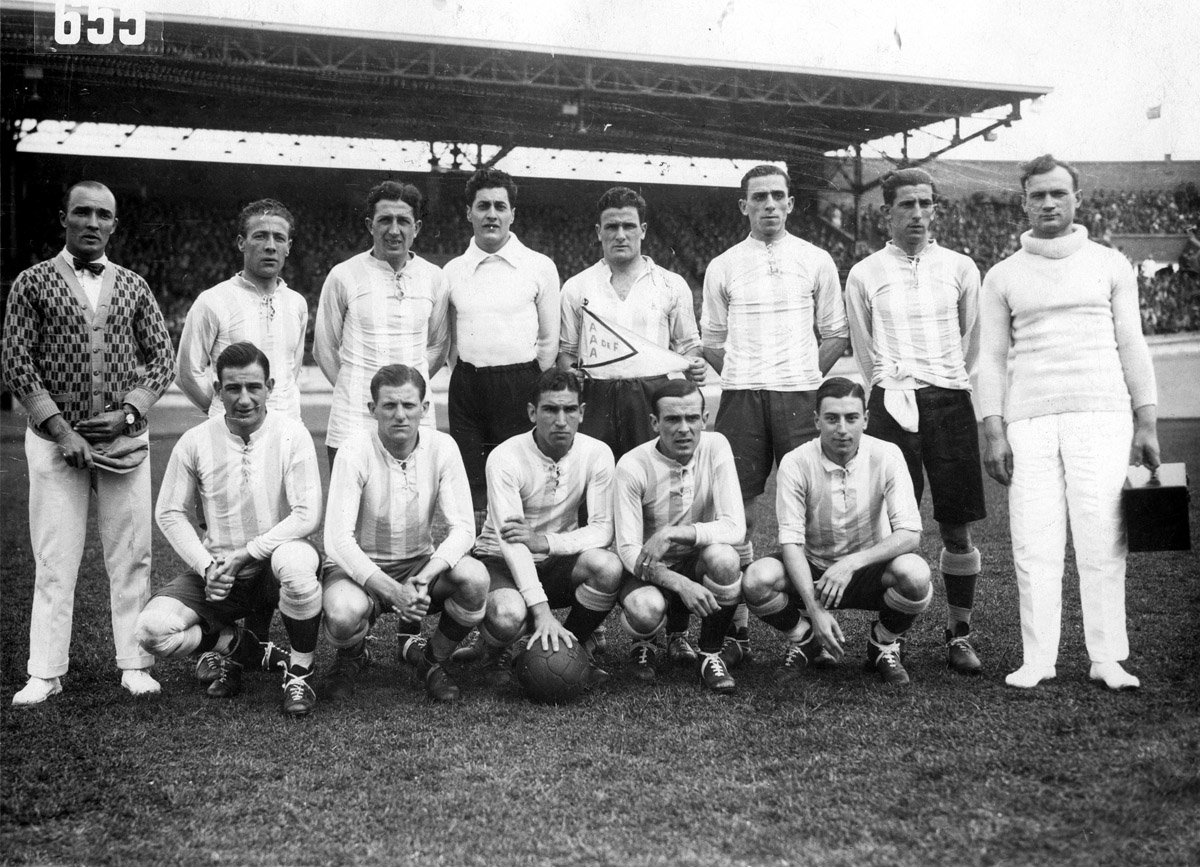
1928년 올림픽에서 은메달을 획득한 아르헨티나 대표팀

아르헨티나는 네덜란드에서 열린 1928년 하계 올림픽에서 대회를 첫 참가하였다. 대표팀은 미국을 1라운드에서 11–2로, 벨기에를 6–3으로 완패시킨 후 결승전으로 나아갔다. 준결승에서, 이집트를 6–0으로 대패시켜 우루과이와 결승전에 출전했다.
결승전 첫 경기는 1–1 무승부로 끝나서 두 번째 경기가 3일 후에 열려야만 했다. 이 결정전에서, 우루과이가 아르헨티나를 2-1로 이기며 대회를 우승했고, 금메달을 획득했다. 아르헨티나 출전 명단은 보시오, 비돌리오, 파테르노스테르, 메디케, 몬티, 에바리스토, 카리카베리, 타라스코니, 페레이라, 페르두카, 오르시이었다. 타라스코니는 11골로 대회 득점왕이기도 했다.

### 아마추어 팀 시절
1932년 대회 때는 축구 경기가 없었으며, 1936년 대회에 다시 축구 경기가 편성되었으나 (이 대회에 아르헨티나는 참가하지 않았다), 1948년 대회까지 제2차 세계 대전으로 인해 대회가 중단되었다. FIFA와 IOC 간의 협의 때문에, 아마추어 선수들만이 그 후로 올림픽 축구 대회 참가가 허용되었다.
아르헨티나는 로마에서 열린 1960년 대회 때 축구 종목에 복귀하였다. 대표팀은 튀니지 (2-1)와 폴란드 (2-0)에 연승을 거뒀지만 덴마크에 3-2로 지며 1라운드 만에 탈락했다. 아르헨티나는 덴마크에 이은 2위를 차지하였다.
아르헨티나의 다음 대회 참가는 도쿄에서열린 1964년 하계 올림픽으로, 이 대회에서 대표팀은 가나와 1-1 무승부, 일본에 2-3으로 지며 조별 예선 최하위로 마감하였다. 그 뒤로, 아르헨티나는 1968년, 1972년, 1976년, 1980년, 1984년 등 대회에 참가하지 않으며, 오랜 기간 모습을 드러내지 않았다.

### 프로 팀 복귀
아르헨티나 국가대표팀은 서울에서 열린 1988년 하계 올림픽 때 돌아왔다. IOC가 행한 변화는 올림픽 선수단에 프로 선수들이 포함될 수 있도록 했고, 선수단의 일부는 루이스 이슬라스, 페드로 몬손, 네스토르 파브리, 다리오 시비스키, 호르헤 코마스, 등등 아르헨티나 프리메라 디비시온에서 몇 년 뛴 이들이었다. 조별 예선에서, 아르헨티나는 미국과 1–1 무승부를 거두었고, 그 뒤에 대한민국을 2–1로 잡아내며, 소련에 이은 2위로 마감하여 다음 무대에 진출하였다. 8강에서, 아르헨티나는 브라질에 2–1로 지며, 대회에서 탈락했다.
1992년 대회 이래로, IOC는 모든 축구 선수들은 프로든 아니든 23세 이하이어야만 한다고 발표하였다. 알피오 바실레가 지휘하는, 아르헨티나는 1년 전 코파 아메리카를 우승하기도 했던 디에고 시메오네, 안토니오 모하메드, 페르난도 감보아, 레오나르도 아스트라다 등의 선수를 데리고 대회에 참가하였다. 그럼에도, 아르헨티나는 파라과이와 콜롬비아에 이어 3위로 지역 예선을 마감하며 대회 출전에 실패하였다.
1996년 대회 이후, IOC는 선수단에 23세 이상 선수 세 명을 포함할 수 있도록 허용했다.

### 메달권 복귀
아르헨티나 대표팀은 미국 애틀랜타에서 열린 1996년 대회 때 올림픽 복귀를 하였다. 올림픽 역사상 최초로, IOC는 23세 이상 선수 최대 3명을 선수단에 등록하는 걸 허용했다. 대회에 등록된 23세 이상 아르헨티나 선수들은 디에고 시메오네, 호세 카모트, 로베르토 센시니이었다. 과거 성인 대표팀의 주장 다니엘 파사레야가 감독을 맡았다.
아르헨티나는 미국을 3–1로 승리하며 시작하였고, 그 뒤에 포르투갈과 튀니지에 1-1 무승부를 거두며 조에서 1위로 마감했고 그 다음 라운드에 출전하였다. 8강에서는 스페인을 4–0으로 완파해 준결승전에 진출할 수 있었고, 준결승에서 포르투갈을 2–0으로 잡아냈다. 암스테르담에서 첫 결승전에 오른 지 66년 만에, 아르헨티나는 두 번째 올림픽 결승에 진출했다. 결승전은 1996년 8월 3일에 치러졌고 아르헨티나는 나이지리아에 2–3로 패했다. 결승전 출전 명단은 카바예로, 하비에르 사네티, 로베르토 아얄라, 로베르토 센시니, 호세 카모트, 크리스티안 바세다스, 마티아스 알메이다, 아리엘 오르테가, 우고 모랄레스, 클라우디오 로페스, 에르난 크레스포였다. 그 외 선수단에는 카를로스 보시오, 마르셀로 가야르도, 마르셀로 델가도 등이 있었다. 다음 대회인 2000년 대회에선, 아르헨티나는 출전하지 못했다.

### 첫 금메달
2004년 하계 올림픽은 아테네에서 열렸고 아르헨티나는 시드니 때 부재 이후 대회에 돌아왔다. 마르셀로 비엘사가 지도했던 대표팀은 처음으로 금메달을 획득했다. 결승전 이전, 아르헨티나는 세르비아 몬테네그로를 6–0으로 완파한 뒤, 튀니지와 오스트레일리아를 모두 잡아내며 1라운드 전승을 거뒀다. 아르헨티나는 실점 없이 조별 예선 1위로 마감해냈다. 8강에서, 아르헨티나는 코스타리카를 4–0 대패시킨 후, 이탈리아와 준결승전에 진출했고, 이탈리아를 3–0으로 패배시켰다. 아르헨티나는 2004년 8월 28일에 파라과이와 결승전을 치렀으며, 경기 결과(1-0 승)뿐만 아니라 금메달도 획득해냈다.
아르헨티나는 대회 중에 단 한 골도 허용하지 않고 6경기 모두 승리하며, 놀라운 경기력으로 대회를 우승했다. 대표팀은 또한 합계 17골을 넣었다 (경기당 2.83골). 결승전 명단 출전 선수는 에르만 룩스; 파브리시오 콜로치니, 로베르토 아얄라, 가브리엘 에인세; 루초 곤살레스, 하비에르 마스체라노, 킬리 곤살레스, 안드레스 달레산드로, 카를로스 테베스; 마우로 로살레스, 세사르 델가도 등이었다. 대회 최우수 선수는 테베스로, 8골로 대회 득점왕에 올랐다.

### 두 번째 금메달

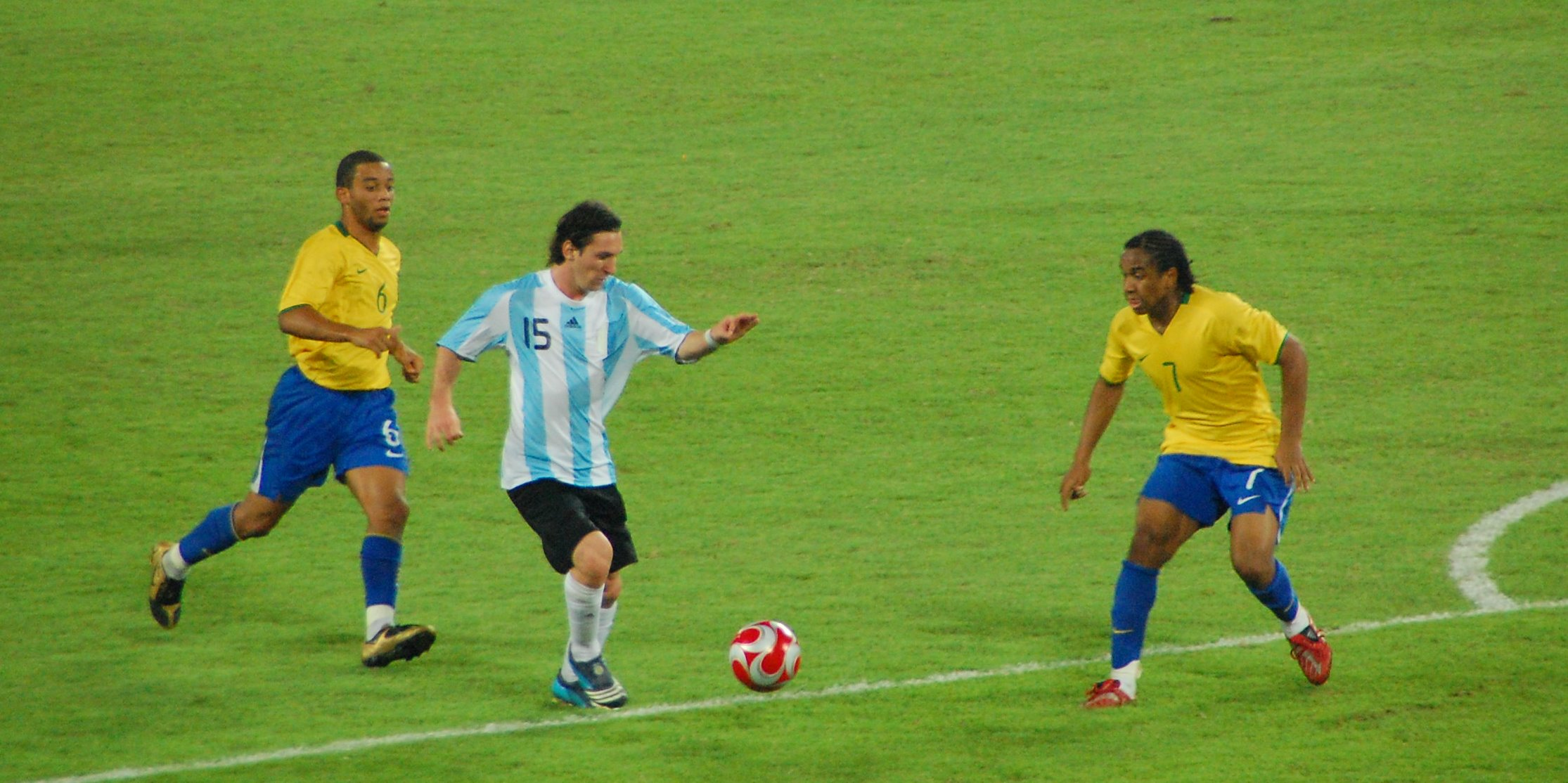
2008년 아르헨티나 대 브라질 경기에서 리오넬 메시.

2008년 하계 올림픽은 베이징에서 열렸고 아르헨티나는 두 대회 연속 금메달을 획득해냈다. 대표팀은 코트디부아르에 2-1 승리를 거두며 대회를 시작하였고, 그 뒤에 오스트레일리아 (1–0)와 세르비아 (2–0)에 승리를 거뒀다. 토너먼트에선, 네덜란드 (연장전)를 2–1로 탈락시키고, 브라질을 3–0으로 완파하고 결승전에서 나이지리아를 1-0에 승리하며 금메달을 획득해냈다.
아르헨티나는 11골을 득점하고 2골만을 실점하며 전 경기 전승을 하였다(6경기). 대회 중에 돋보였던 선수들에는 리오넬 메시, 세르히오 아궤로, 앙헬 디 마리아, 에베르 바네가, 에세키엘 라베씨, 페르난도 가고, 파블로 사발레타 등이 있었으며, 이들은 향후에 수년간 성인 대표팀에서도 활약하던 선수들이었다. 23세 이상 선수들에는 후안 로만 리켈메, 하비에르 마스체라노, 니콜라스 파레하가 있었다.

### 2012–현재

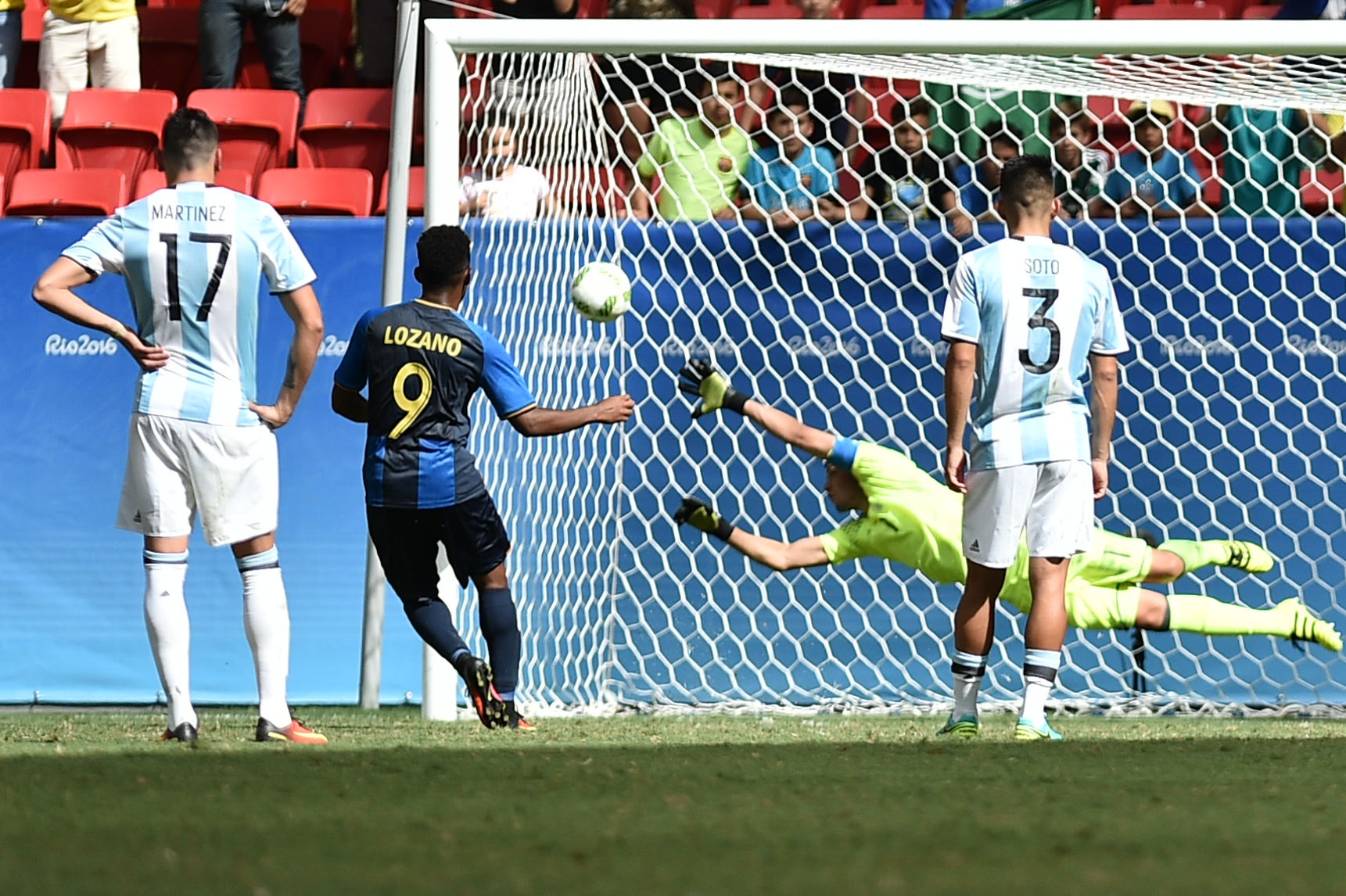
안토니 로사노가 2016년 대회 때 아르헨티나가 탈락한 온두라스 전에서 득점을 하고 있다.

아르헨티나는 런던에서 열린 2012년 하계 올림픽에 참가하지 못했다.
파울로 디발라, 마우로 이카르디, 마티아스 크라네비테르, 루시아노 비에토, 라미로 푸네스 모리, 골키퍼 아우구스토 바타야 등등을 포함한 리우데자네이루에서 열린 2016년 대회를 위해 선수단에 소집된 선수들의 대부분이 선수 소속팀들의 허가를 받지 못하였다. 헤라르도 마르티노가 감독에서 사임한 뒤, 훌리오 올라르티코에케아 (아르헨티나 U-20 감독)가 팀을 맡기로 임명되었다.
2016년 리우에서, 대표팀은 포르투갈에 2-0으로 지며 시작하였고, 그 뒤에 알제리를 2–1로 이겼다. 조별 예선 마지막 일정에, 아르헨티나는 온두라스에 1-1로 비겼는데, 이는 대표팀이 다음 라운드에 출전하기 충분치 않은 3위로 마감하게 하였다. 아르헨티나 선수단에는 앙헬 코레아, 조나탄 카예리, 크리스티안 파본 등이 있었다.

## 경기 결과 및 일정
승
  무
  패

### 2021
| 사이손 카드 컵 2021년 3월 26일 | 일본 | 0–1                       | 아르헨티나          | Chōfu, Tokyo, Japan                                                 |  |  |
| 19:00 UTC+9                    |      | Report (JFA) Report (JFA) | - 아돌포 가이치 21′ | 경기장: 아지노모토 스타디움 관중 수: 8,416 심판: Ryuji Sato (Japan) |  |  |
|                                |      |                           |                     |                                                                     |  |  |

| 사이손 카드 컵 2021년 3월 29일 | 일본                                       | 3–0                       | 아르헨티나 | Kitakyushu, Japan                                                                   |  |  |
| 19:45 UTC+9                    | - 하야시 다이치 45′ - 이타쿠라 고 68′, 73′ | Report (JFA) Report (JFA) |            | 경기장: 미쿠니 월드 스타디움 기타큐슈 관중 수: 7,302 심판: C. R. Srikrishna (India) |  |  |
|                                |                                            |                           |            |                                                                                     |  |  |

| 올림픽 전 경기 2021년 6월 8일 | 덴마크          | 1–2 | 아르헨티나                                             | Marbella, Spain            |  |  |
| 16:00 CEST                    | - 에밀 컨비 56′ |     | - 에세키엘 바르코 90+2′ (페널티) - 파우스토 베라 90+4′ | 경기장: 마르베야 축구 센터 |  |  |
|                               |                 |     |                                                        |                            |  |  |

| 올림픽 전 경기 2021년 6월 11일 | 사우디아라비아 | 0–2 | 아르헨티나                                  | Marbella, Spain            |  |  |
| 16:00 CEST                     |                |     | - 페드로 데 라 베가 58′ - 아돌포 가이치 76′ | 경기장: 마르베야 축구 센터 |  |  |
|                                |                |     |                                             |                            |  |  |

| 친선 경기 2021년 7월 13일 | 대한민국                    | 2–2 | 아르헨티나                                               | Yongin, South Korea                         |  |  |
|                           | - 이동경 35′ - 엄원상 90+2′ |     | - 알렉시스 마크 알리스테르 11′ - 페르난도 발렌수엘라 55′ | 경기장: 용인미르스타디움 심판: Woo Sung Kim |  |  |
|                           |                             |     |                                                          |                                             |  |  |

| 2020년 하계 올림픽 조별 예선 C조 2021년 7월 22일 | 아르헨티나 | 0–2                               | 오스트레일리아                          | Sapporo, Japan                                              |  |  |
| 19:30 UTC+9                                      |            | Report (Tokyo 2020) Report (FIFA) | - 래클런 웨일스 14′ - 마르코 틸리오 80′ | 경기장: 삿포로 돔 관중 수: 0 심판: Srđan Jovanović (Serbia) |  |  |
|                                                  |            |                                   |                                         |                                                             |  |  |

| 2020년 하계 올림픽 조별 예선 C조 2021년 7월 25일 | 이집트 | 0–1                          | 아르헨티나          | Sapporo, Japan                                               |  |  |
| 16:30 UTC+9                                      |        | Report (TOCOG) Report (FIFA) | - 파쿤도 메디나 52′ | 경기장: 삿포로 돔 관중 수: 0 심판: Georgi Kabakov (Bulgaria) |  |  |
|                                                  |        |                              |                     |                                                              |  |  |

| 2020년 하계 올림픽 조별 예선 C조 2021년 7월 28일 | 스페인            | 1–1                          | 아르헨티나          | Saitama, Japan                                                                |  |  |
| 20:00 UTC+9                                      | - 미켈 메리노 66′ | Report (TOCOG) Report (FIFA) | - 토마스 벨몬테 87′ | 경기장: 사이타마 스타디움 2002 관중 수: 0 심판: Ismail Elfath (United States) |  |  |
|                                                  |                   |                              |                     |                                                                               |  |  |

## 선수단

### 현재 명단
- 2020년 하계 올림픽 최종 명단은 2021년 7월 1일에 발표되었다.[14]

- 출전 수와 득점 수는 2021년 7월 28일 기준으로 한다.

| 번호 | 위치 | 선수                     | 생년월일 (나이)        | 출전 | 득점 | 소속                   |
| ---- | ---- | ------------------------ | ---------------------- | ---- | ---- | ---------------------- |
| 1    | GK   | 헤레미아스 레데스마      | 1993년 2월 13일(32세)  | 7    | 0    | 카디스                 |
| 12   | GK   | 라우타로 모랄레스        | 1999년 12월 16일(25세) | 1    | 0    | 라누스                 |
| 22   | GK   | 호아킨 블라스케스        | 2001년 1월 28일(24세)  | 2    | 0    | 타예레스 데 코르도바   |
|      |      |                          |                        |      |      |                        |
| 2    | DF   | 네후엔 페레스            | 2000년 6월 24일(24세)  | 14   | 2    | 아틀레티코 마드리드    |
| 3    | DF   | 클라우디오 브라보        | 1997년 3월 13일(28세)  | 12   | 0    | 포틀랜드 팀버스        |
| 4    | DF   | 에르난 데 라 푸엔테      | 1997년 1월 7일(28세)   | 11   | 0    | 자유 신분              |
| 6    | DF   | 레오넬 모세비치          | 1997년 2월 4일(28세)   | 9    | 0    | 비젤라                 |
| 13   | DF   | 마르셀로 에레라          | 1998년 11월 3일(26세)  | 14   | 0    | 산로렌소               |
| 14   | DF   | 파쿤도 메디나            | 1999년 5월 28일(25세)  | 17   | 1    | 랑스                   |
| 19   | DF   | 프란시스코 오르테가      | 1999년 11월 7일(25세)  | 5    | 0    | 벨레스 사르스피엘드    |
|      |      |                          |                        |      |      |                        |
| 5    | MF   | 파우스토 베라            | 2000년 3월 26일(25세)  | 19   | 3    | 아르헨티노스 주니어스  |
| 7    | MF   | 아우구스틴 우르지        | 2000년 5월 4일(25세)   | 17   | 2    | 반필드                 |
| 8    | MF   | 산티아고 콜롬바토        | 1997년 1월 17일(28세)  | 15   | 0    | 레온                   |
| 10   | MF   | 알렉시스 마크 알리스테르 | 1998년 12월 24일(26세) | 9    | 5    | 브라이튼 & 호브 앨비언 |
| 11   | MF   | 에세키엘 바르코          | 1999년 3월 29일(26세)  | 7    | 1    | 애틀랜타 유나이티드    |
| 16   | MF   | 마르틴 파예로            | 1998년 9월 11일(26세)  | 5    | 0    | 반필드                 |
| 17   | MF   | 토마스 벨몬테            | 1998년 5월 27일(26세)  | 12   | 1    | 라누스                 |
| 20   | MF   | 티아고 알마다            | 2001년 4월 26일(24세)  | 5    | 0    | 벨레스 사르스피엘드    |
| 21   | MF   | 페르난도 발렌수엘라      | 1997년 4월 22일(28세)  | 14   | 6    | 파말리캉               |
|      |      |                          |                        |      |      |                        |
| 9    | FW   | 아돌포 가이치            | 1999년 2월 26일(26세)  | 19   | 9    | CSKA 모스크바          |
| 15   | FW   | 페드로 데 라 베가        | 2001년 2월 7일(24세)   | 5    | 1    | 라누스                 |
| 18   | FW   | 에세키엘 폰세            | 1997년 3월 29일(28세)  | 8    | 3    | 스파르타크 모스크바    |

## 역대 감독
| 감독                | 임기        |
| ------------------- | ----------- |
| 하비에르 마스체라노 | 2023 ~ 2024 |

## 대회 출전 및 결과

### 올림픽
| 올림픽 기록 | 올림픽 기록    | 올림픽 기록 | 올림픽 기록 | 올림픽 기록 | 올림픽 기록 | 올림픽 기록 | 올림픽 기록 | 올림픽 기록 | 올림픽 기록 | 올림픽 기록 |
| 연도        | 개최국         | 라운드      | 순위        | 경기 수     | 승          | 무          | 패          | 득점        | 실점        | 선수단      |
| ----------- | -------------- | ----------- | ----------- | ----------- | ----------- | ----------- | ----------- | ----------- | ----------- | ----------- |
| 1992        | 바르셀로나     | 진출 실패   | 진출 실패   | 진출 실패   | 진출 실패   | 진출 실패   | 진출 실패   | 진출 실패   | 진출 실패   | 진출 실패   |
| 1996        | 애틀랜타       | 은메달      | 2           | 6           | 3           | 2           | 1           | 13          | 6           | 선수단      |
| 2000        | 시드니         | 진출 실패   | 진출 실패   | 진출 실패   | 진출 실패   | 진출 실패   | 진출 실패   | 진출 실패   | 진출 실패   | 진출 실패   |
| 2004        | 아테네         | 금메달      | 1           | 6           | 6           | 0           | 0           | 17          | 0           | 선수단      |
| 2008        | 베이징         | 금메달      | 1           | 6           | 6           | 0           | 0           | 11          | 2           | 선수단      |
| 2012        | 런던           | 진출 실패   | 진출 실패   | 진출 실패   | 진출 실패   | 진출 실패   | 진출 실패   | 진출 실패   | 진출 실패   | 진출 실패   |
| 2016        | 리우데자네이루 | 조별 예선   | 11위        | 3           | 1           | 1           | 1           | 3           | 4           | 선수단      |
| 2020        | 도쿄           | 조별 예선   | 10위        | 3           | 1           | 1           | 1           | 2           | 3           | 선수단      |
| 2024        | 파리           |             |             |             |             |             |             |             |             |             |
| 2028        | 로스앤젤레스   |             |             |             |             |             |             |             |             |             |
| 합계        | 합계           | 금메달 2    | 6/9         | 24          | 17          | 4           | 3           | 46          | 15          | —           |

### CONMEBOL 올림픽 예선 대회
| CONMEBOL 올림픽 예선 대회 기록 | CONMEBOL 올림픽 예선 대회 기록 | CONMEBOL 올림픽 예선 대회 기록 | CONMEBOL 올림픽 예선 대회 기록 | CONMEBOL 올림픽 예선 대회 기록 | CONMEBOL 올림픽 예선 대회 기록 | CONMEBOL 올림픽 예선 대회 기록 | CONMEBOL 올림픽 예선 대회 기록 | CONMEBOL 올림픽 예선 대회 기록 |
| 연도                           | 개최국                         | 순위                           | 경기 수                        | 승                             | 무                             | 패                             | 득점                           | 실점                           |
| ------------------------------ | ------------------------------ | ------------------------------ | ------------------------------ | ------------------------------ | ------------------------------ | ------------------------------ | ------------------------------ | ------------------------------ |
| 1960                           | 페루                           | 1                              | 6                              | 6                              | 0                              | 0                              | 25                             | 6                              |
| 1964                           | 페루                           | 1                              | 5                              | 5                              | 0                              | 0                              | 11                             | 1                              |
| 1968                           | 콜롬비아                       | 불참                           | 불참                           | 불참                           | 불참                           | 불참                           | 불참                           | 불참                           |
| 1971                           | 콜롬비아                       | 3                              | 7                              | 1                              | 5                              | 1                              | 7                              | 6                              |
| 1976                           | 브라질                         | 3                              | 5                              | 2                              | 1                              | 2                              | 7                              | 8                              |
| 1980                           | 콜롬비아                       | 1                              | 6                              | 5                              | 1                              | 0                              | 13                             | 2                              |
| 1984                           | 에콰도르                       | 불참                           | 불참                           | 불참                           | 불참                           | 불참                           | 불참                           | 불참                           |
| 1987                           | 볼리비아                       | 2                              | 7                              | 3                              | 3                              | 1                              | 8                              | 2                              |
| 1992                           | 파라과이                       | 5위                            | 4                              | 2                              | 1                              | 1                              | 4                              | 3                              |
| 1996                           | 아르헨티나                     | 2                              | 7                              | 6                              | 1                              | 0                              | 21                             | 3                              |
| 2000                           | 브라질                         | 3                              | 7                              | 3                              | 1                              | 3                              | 12                             | 9                              |
| 2004                           | 칠레                           | 1                              | 7                              | 5                              | 2                              | 0                              | 16                             | 8                              |
| 2020                           | 콜롬비아                       | 1                              | 7                              | 6                              | 0                              | 1                              | 14                             | 8                              |
| 합계                           | 합계                           | 금메달 5                       | 68                             | 44                             | 15                             | 9                              | 138                            | 56                             |

### 팬아메리칸 게임
| 팬아메리칸 게임 기록 | 팬아메리칸 게임 기록            | 팬아메리칸 게임 기록            | 팬아메리칸 게임 기록            | 팬아메리칸 게임 기록            | 팬아메리칸 게임 기록            | 팬아메리칸 게임 기록            | 팬아메리칸 게임 기록            | 팬아메리칸 게임 기록            | 팬아메리칸 게임 기록            | 팬아메리칸 게임 기록            |
| 연도                 | 개최국                          | 라운드                          | 순위                            | 경기 수                         | 승                              | 무                              | 패                              | 득점                            | 실점                            | 선수단                          |
| -------------------- | ------------------------------- | ------------------------------- | ------------------------------- | ------------------------------- | ------------------------------- | ------------------------------- | ------------------------------- | ------------------------------- | ------------------------------- | ------------------------------- |
| 1995까지             | 아르헨티나 축구 국가대표팀 참조 | 아르헨티나 축구 국가대표팀 참조 | 아르헨티나 축구 국가대표팀 참조 | 아르헨티나 축구 국가대표팀 참조 | 아르헨티나 축구 국가대표팀 참조 | 아르헨티나 축구 국가대표팀 참조 | 아르헨티나 축구 국가대표팀 참조 | 아르헨티나 축구 국가대표팀 참조 | 아르헨티나 축구 국가대표팀 참조 | 아르헨티나 축구 국가대표팀 참조 |
| 1999                 | 위니펙                          | 진출 실패                       | 진출 실패                       | 진출 실패                       | 진출 실패                       | 진출 실패                       | 진출 실패                       | 진출 실패                       | 진출 실패                       | 진출 실패                       |
| 2003                 | 산토도밍고                      | 금메달                          | 1                               | 5                               | 5                               | 0                               | 0                               | 10                              | 5                               | 선수단                          |
| 2007                 | 리우데자네이루                  | 예비 라운드                     | 9위                             | 3                               | 0                               | 2                               | 1                               | 1                               | 3                               | 선수단                          |
| 2011                 | 과달라하라                      | 은메달                          | 2                               | 5                               | 3                               | 1                               | 1                               | 6                               | 2                               | 선수단                          |
| 2015                 | 토론토                          | 불참                            | 불참                            | 불참                            | 불참                            | 불참                            | 불참                            | 불참                            | 불참                            | 불참                            |
| 2019                 | 리마                            | 금메달                          | 1                               | 5                               | 4                               | 0                               | 1                               | 14                              | 6                               | 선수단                          |
| 합계                 | 합계                            | 금메달 2                        | 4/6                             | 18                              | 12                              | 3                               | 3                               | 31                              | 16                              | —                               |

## 같이 보기
- 아르헨티나 축구 국가대표팀
- 아르헨티나 U-20 축구 국가대표팀